# Jodid olovnatý
Jodid olovnatý (PbI2) je toxická nažloutlá, za normálních podmínek pevná látka. Při změně teplot se však může barva lišit. V krystalické formě se využívá jako detektor vysokoenergetických záření, jako jsou RTG paprsky a gama záření. Jodid olovnatý se připravuje rušenou reakcí dusičnanu olovnatého a jodidu draselného, tzv. podvojná záměna.
Pb(NO3)2 + 2 KI → PbI2↓ + 2 KNO3.
Jodid olovnatý je rozpustný v roztoku jodidu draselného a roztocích zásad. Za normálních podmínek je prakticky nerozpustný ve vodě, ale s rostoucí teplotou jeho rozpustnost rychle stoupá. Je také nerozpustný v ethanolu.